# Chasse au Bip-Bip, mode d'emploi
Pour plus de détails, voir Fiche technique et Distribution.
Chasse au Bip-Bip, mode d'emploi (Boulder Wham!) est un film américain d'animation Merrie Melodies de 6 minutes et mettant en scène Bip Bip et Vil Coyote réalisé par Rudy Larriva en 1965.

## Fiche technique
- Réalisateurs : Rudy Larriva
- Producteur : David H. DePatie et Friz Freleng
- Compositeur : William Lava